# Пражко метро
Пражкото метро (на чешки: Pražské metro) е метросистемата в град Прага, единственото в Чехия. Явявайки се едно от основните транспортни средства в града, то заема седмо място по годишен пътникопоток в Западна Европа.

## Експлоатация
Пражкото метро разполага с 3 линии в експлоатация:
- Линия „А“
- Линия „В“
- Линия „С“

В центъра на града те се пресичат под формата на триъгълник, подобно на бъдещата конфигурация на линиите в Софийското метро. Буквата в обозначението не е равносилна на поредността на откриването на линиите: Най-напред е открит участък от Линия „С“ между станциите Kačerov и Sokolovská (днес: Florenc). Общата дължина на линиите е 59,3 км, на които са разположени 57 станции и 3 депа: Kačerov, Hostivař и Zličín, като всяко от тях има своя връзка (гейт) с ЖП мрежата.
На ден Пражкото метро превозва от 1,5 млн. до 2 млн. души. Управлява се от Компанията за обществен транспорт в Прага (на чешки: Dopravní podnik hl. m. Prahy). Билетите и картите важат за целия градски транспорт: за метрото, за трамвайния и автобусния превоз, както и за фуникульорите в Петржине и Пражкия зоопарк.

## Хронология на откриването на участъците и станциите
- 9 май 1974: линия „С“, участък I.C Florenc – Kačerov (6,6 км, 9 станции). Участъкът е с дължина на тунела 485 м между станциите I.P.Pavlova и Vyšehrad надземен, намира се вътре в Нуселския метромост.

- 12 август 1978: Линия „А“, участък I.A Dejvická – Náměstí Míru (4,7 км, 7 станции)

- 7 ноември 1980: линия „С“, участък II.C Kačerov – Haje (5,3 км, 4 станции)

- 19 декември 1980: Линия „А“, участък II.А Náměstí Míru – Želivského (2,6 км, 3 станции)

- 3 ноември 1984: линия „С“, участък III.C Florenc – Nádraží Holešovice (2,2 км, 2 станции)

- 2 ноември 1985: Линия „В“, участък I.В Smíchovské nádraží – Florenc (4,9 км, 7 станции)

- 11 юли 1987: Линия „А“, участък III.А1 Želivského – Strašnická (1,3 км, 1 станция)

- 26 октомври 1988: Линия „В“, участък III.В Smíchovské nádraží – Nové Butovice (4,9 км, 3 станции)

- 4 юли 1990: Линия „А“, участък III.А2 Strašnická – Skalka (1,4 км, 1 станция)

- 22 ноември 1990: Линия „В“, участък II.В Florenc – Českomoravská (4,4 км, 4 станции); первоначально планиран за 1988 г.

- 11 ноември 1994: Линия „В“, участък V.В Nové Butovice – Zličín (5,1 км, 5 станции). Участъкът между станциите Hůrka и Lužiny находится е наземен с дължина 375 м, покрит с тубус.

- 8 ноември 1998: Линия „В“, участък IV.В Českomoravská – Černý Most (6,3 км, 5 станции, вкл. временно недостроените Hloubětín и Kolbenova; въведен в експлоатация през 1999 г. и 2001 г. съответно). Участъкът между станцииите Rajská zahrada – Černý Most е наземен. Пакрит е с тубус, а върху него има изградена осветена пешеходна пътечка и велоалея.

- 26 юни 2004: линия „С“, участък IV.C1 Nádraží Holešovice – Ládví (4,0 км, 2 станции)

- 26 май 2006: Линия „А“, служебен участък Skalka – Depo Hostivař въведен в эксплуатация като пътнически (1,0 км, 1 станция); неголям отрязък от него преди станцията Depo Hostivař е единствения напълно открит наземен участък пражкото метро.

- 8 май 2008: линия „С“, участък IV.C2 Ládví – Letňany (4,6 км, 3 станции)

## Депа и подвижен състав
Пражкото метро има три депа, които са следните:
- депо Качеров (Kačerov) – отворено през 1974 година, обслужва линия С
- депо Хостивар (Hostivař) – отворено през 1985 година, има станция със същото име, обслужва линия А
- депо Зличин (Zličín) – отворено през 1994 година, обслужва линия В

Пражкият метрополитен използва следният подвижен състав:
- мотриси ECS – не са в експлоатация от 1997 година, но има една запазена за музеен експонат, която е в движение;
- мотриси 81 – 717/814.3 – не са в експлоатация от 2009 година, но има една запазена за музеен експонат, която е в движение;
- мотриси 81-71М – това са модернизирани мотриси 81 – 717/814.3, се движат по линии А и В;
- мотриси Siemens M1 – движат се по линия С.

Освен това пражкият метрополитен разполага и с дрезини и други ремонтни влакове.